# Cees Smal

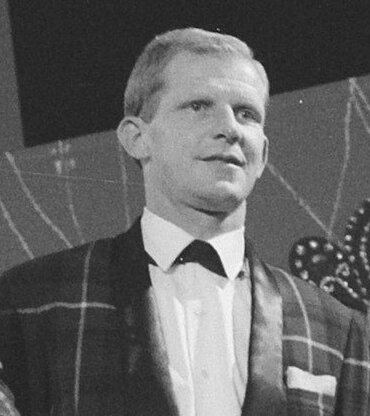
Cees Smal (1962)

Cees Smal (* 22. September 1927 in Haarlem; † 2001) war ein niederländischer Musiker des Modern Jazz, insbesondere mit Posaune und Trompete, aber auch Horn, Altsaxophon, Klarinette, Klavier, und außerdem Komponist und Arrangeur.
Smal hatte als Jugendlicher Privatunterricht in Klavier, war aber im Übrigen im Jazz Autodidakt (in den 1970er Jahren besuchte er Kurse in Harmonielehre und Kontrapunkt). Er spielte seit 1946 als Jazzmusiker, war 1950 bei den Flamingos, 1951/52 bei den Millers und 1953 bis 1955 und 1957 bei Ted Powder. In den 1950er Jahren war er Mitglied der Hardbop-Combo Diamond Five von Cees Slinger. Von 1958 bis 1968 spielte er in der Big Band von Boy Edgar und später in der von Frans Elsen, mit dem er auch schon in den 1960er Jahren im Hobby Orkest (später Het Nederlands Jazzorkest) spielte, das er 1968 mitbegründete und leitete. Er spielte auch mit eigenen Quartetten und Quintetten und war insgesamt an 60 Schallplattenaufnahmen beteiligt.
Kees Smal war mit der Sängerin Letty de Jong verheiratet.